# オースター・エアクラフト
オースター・エアクラフト (Auster Aircraft Limited)は、1938年から1961年にかけて活動したイギリスの航空機メーカーである。

## 歴史
オースター・エアクラフトの設立時の名称はテイラークラフト・エアロプレーンズ・イングランド (Taylorcraft Aeroplanes England Limited)で、アメリカ合衆国の航空機メーカーであるテイラークラフトの子会社として設立された。この当時の社名についてはブリティッシュ・テイラークラフト (British Taylorcraft)と表現する例も見られる。
テイラークラフト・エアロプレーンズは親会社テイラークラフトの開発したモデルB型をベースとしたイギリス軍・イギリス連邦軍向けの軽観測機であるテイラークラフト オースターシリーズを第二次世界大戦中に累計1,604機生産した。
第二次世界大戦後の1946年3月になって、テイラークラフト・エアロプレーンズは社名をオースター・エアクラフト (Auster Aircraft Limited)に変更した。オースター社はその後も主にイギリス軍向けの軽観測機や小型スポーツ機の開発・製造を続けたが、基本的なデザインはほとんどの機種で初期のオースターシリーズを踏襲しており、設計に大きな違いのある機種で実際に生産されたのは、9機のみ製造された低翼配置のアグリコーラだけであった。
1961年になると、オースター・エアクラフトは同じイギリスの小型機メーカーであったF. G. マイルズと統合され、プレスト・スチール・カンパニー傘下のビーグル・エアクラフトとなった。ビーグル・エアクラフトとなった後は、オースターのブランド名で販売された機種と、ビーグルのブランド名で販売された機種が混在していた。この後、親会社のプレスト・スチール・カンパニーは1965年にブリティッシュ・モーター・コーポレーションに買収され、ビーグル・エアクラフトは1966年から英国政府の管理下で活動を継続したが1969年には資金的に困難な状況となり、再建できずに解散となった。

## 機種

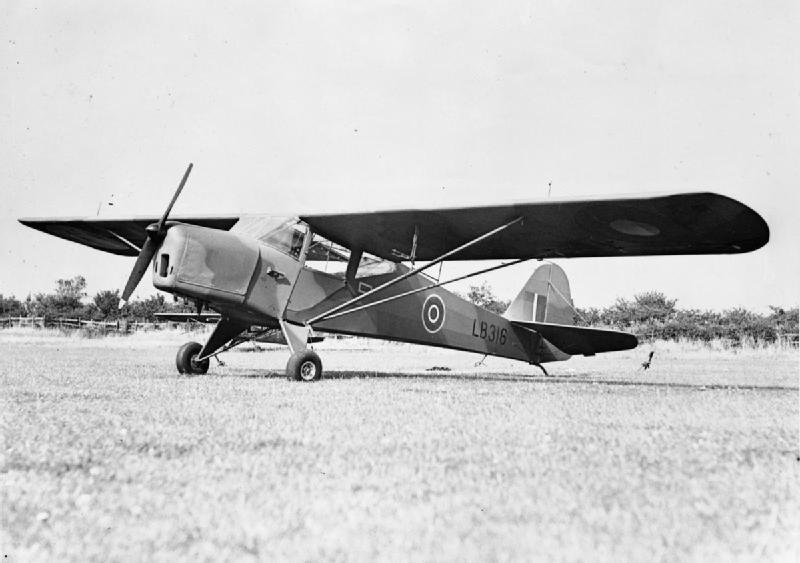
オースターI

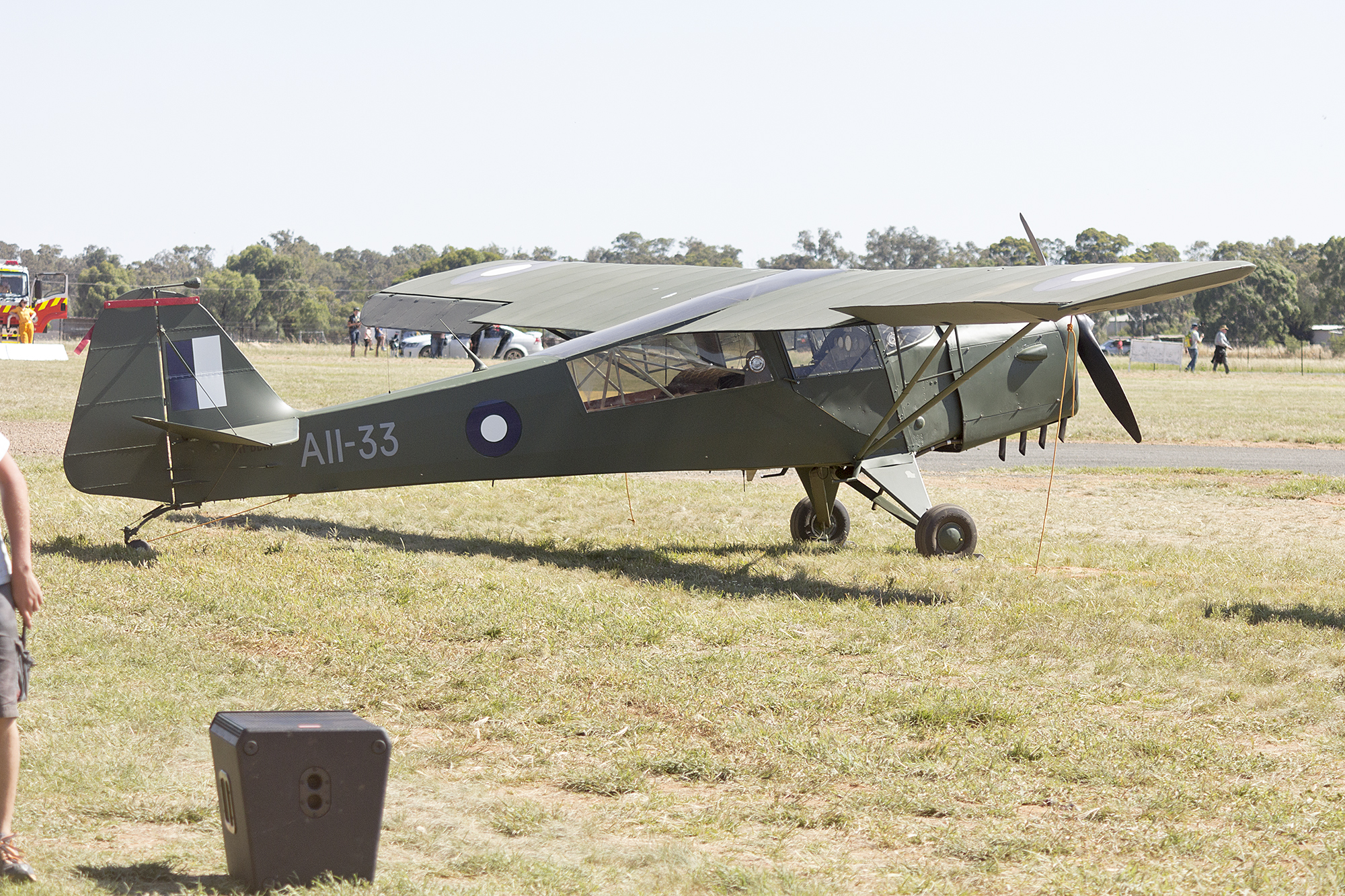
オースターIII

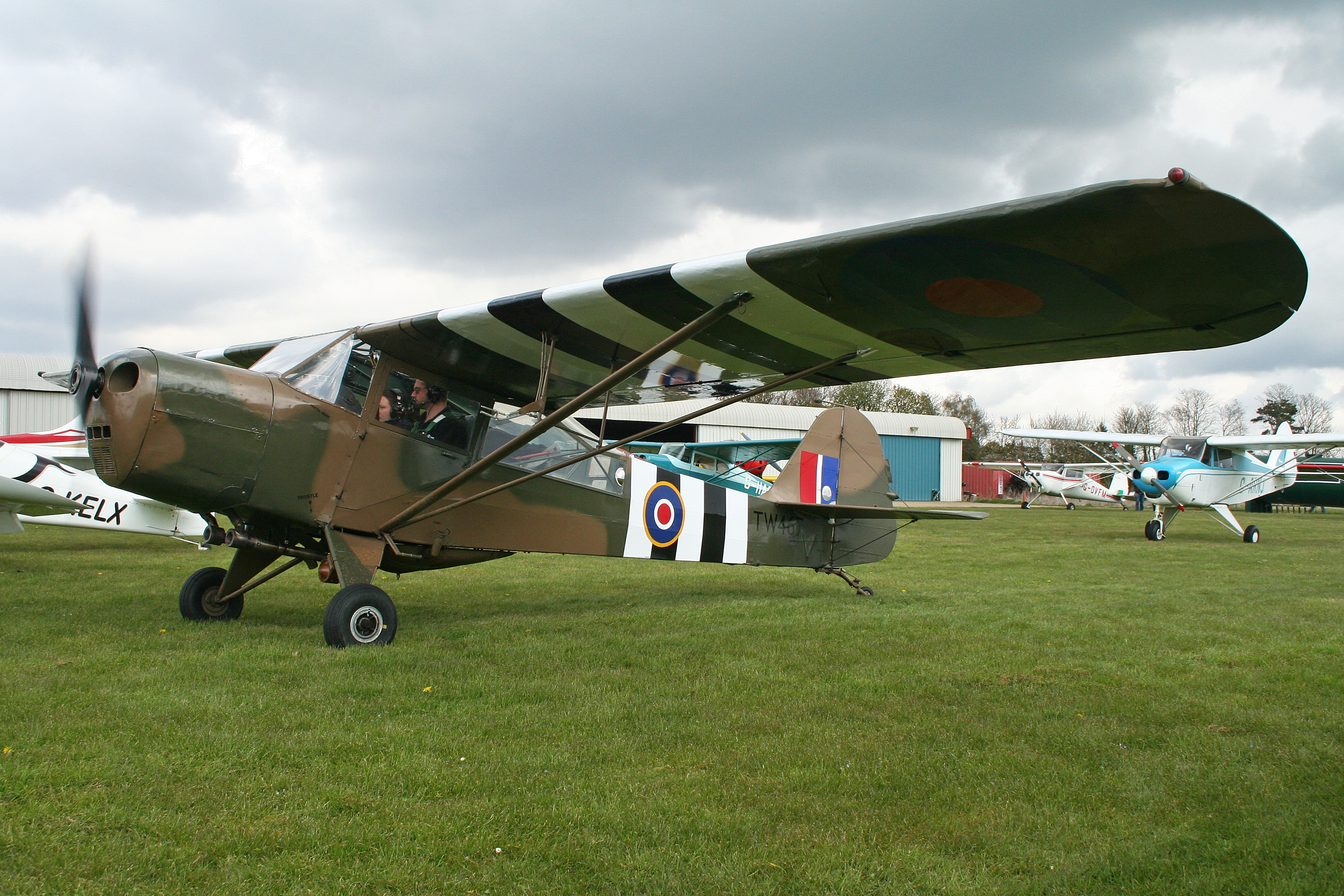
オースターV

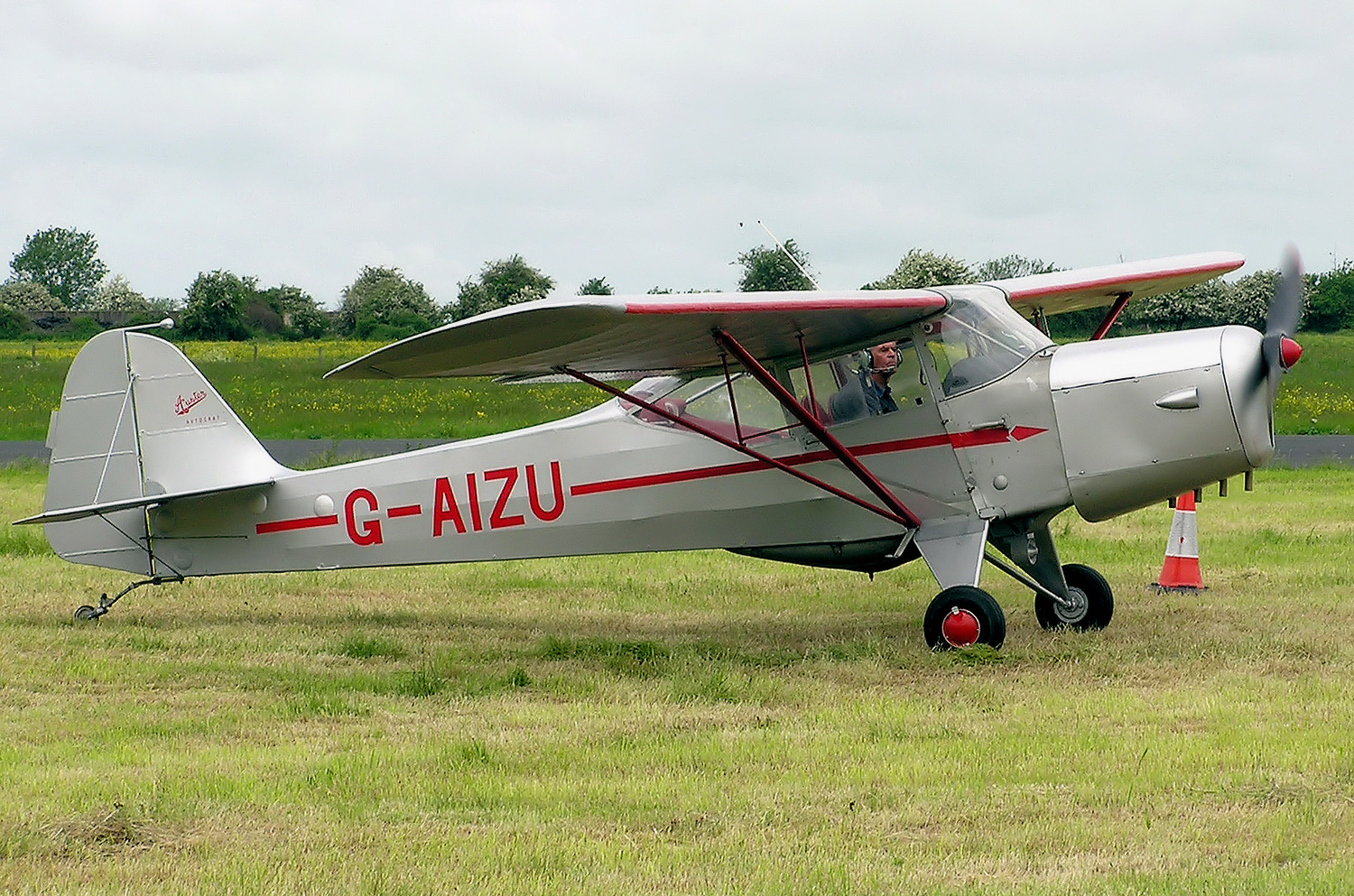
J/1 オートクラット

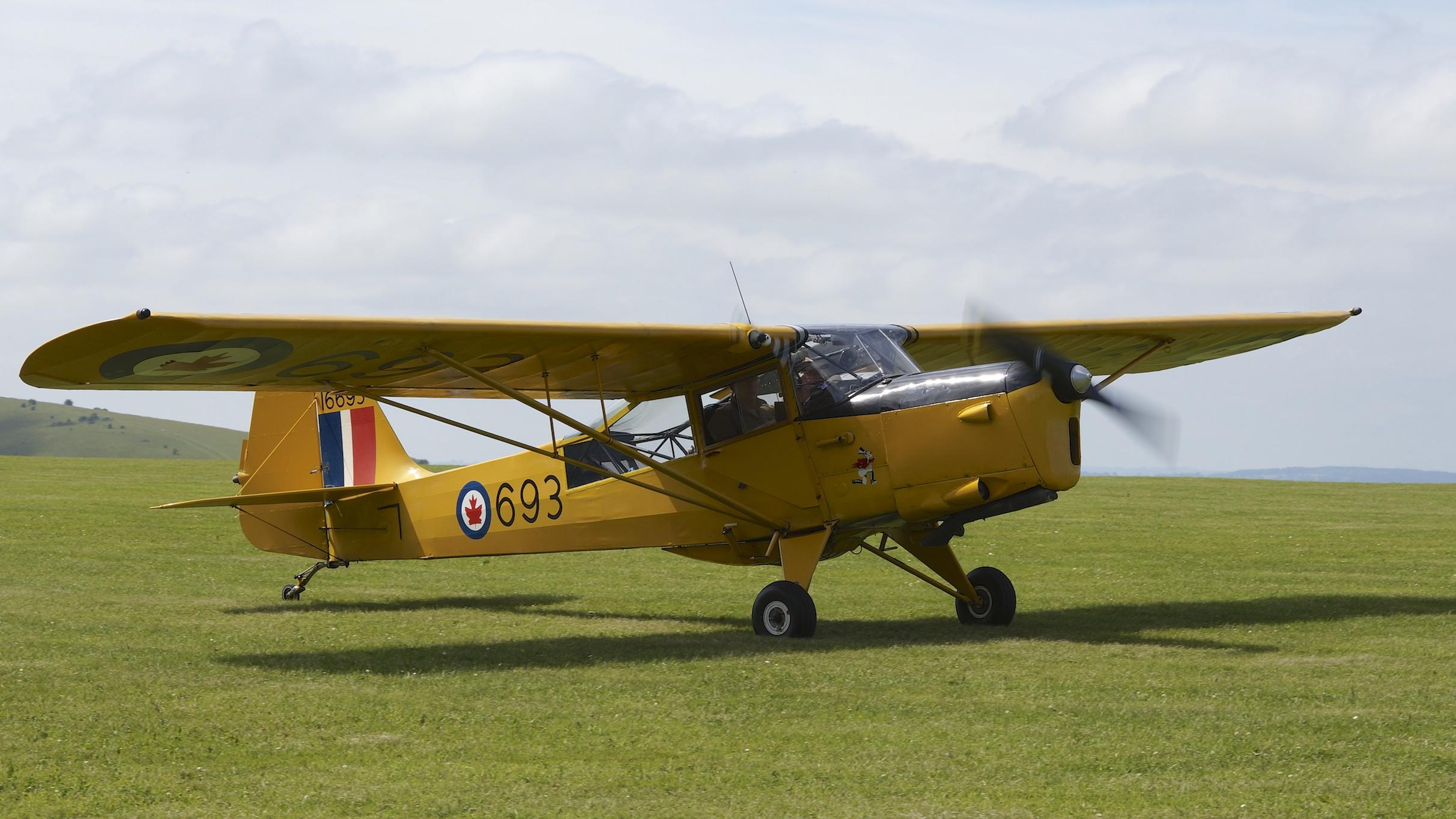
オースター AOP.6

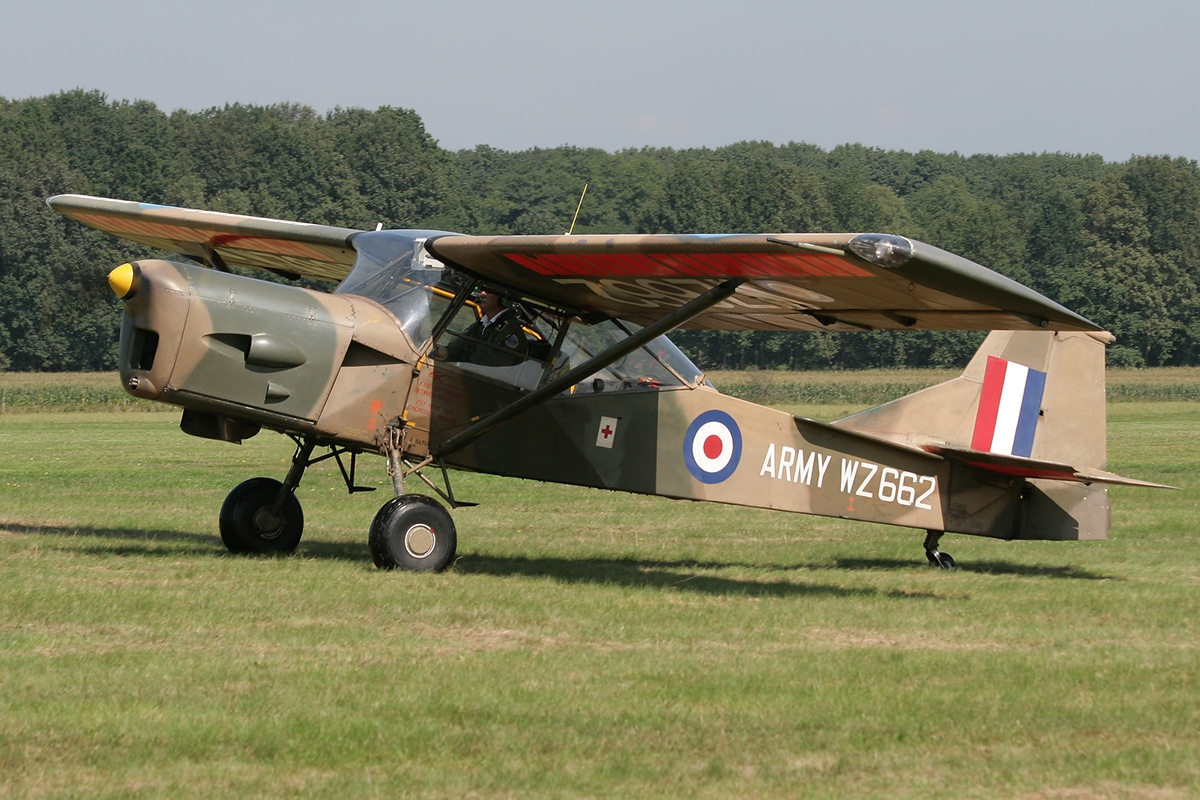
オースター AOP.9

- テイラークラフト プラスC - テイラークラフト社製モデルB（英語版）のライセンス生産型。2人乗りの民間向けモデル。
- テイラークラフト プラスD - プラスCのエンジンを変更した民間向けモデル。
- モデルD/1, オースターI - プラスCのイギリス軍向けモデルで、窓が大型化されている。
- モデルE, オースターIII - オースターIのエンジンを変更し、フラップを分割したモデル。イギリス軍で観測機AOP.3として運用された。
- モデルF, オースターII - オースターIのエンジンを変更したもの。
- モデルG, オースターIV - オースターIIIを大型化し3人乗りに変更したモデル。
- モデルH - テイラークラフト モデルB（英語版）をベースにタンデム3座型に変更した訓練用グライダー型。計画のみ。
- モデルJ, オースターV - オースターIVに計器飛行（無視界飛行）が可能な装備を追加した改良したモデル。イギリス軍で観測機AOP.5として運用された。
- モデルJ/1, オートクラット - モデルJ（オースターV）の改良型。本機の開発時に社名自体が"オースター"に変更されたため、本機は"オースター J/1 オートクラット"と呼ばれるようになった。
- モデルJ/1A, オートクラット - J/1の改良型で、4人乗りバージョン。
- モデルJ/1B, エイグレット（英語版） - J/1のエンジンを変更した農業機モデル。
- モデルJ/1N, アルファ - J/1のエンジンを変更した4人乗りモデル。
- モデルJ/1U, ワークマスター（英語版） - J/1Nの農業機モデル。
- モデルJ/2, アロー（英語版） - 2人乗りの民間向けモデルで、実質的なプラスCの後継機種として開発されたもの。
- モデルJ/3, アトム（英語版） - J/2のエンジンを変更したモデル。
- モデルJ/4, アロー/アーチャー（英語版） - J/2のエンジンを変更したモデル。
- モデルJ/5, アドベンチュアラー（英語版） - 3人乗りの民間向けモデル。
- モデルJ/5, オートカー（英語版） - 4人乗りの民間向けモデル。
- モデルJ/5, エイグレット・トレーナー（英語版） - 4人乗りの曲技飛行・飛行訓練向けモデル。
- モデルJ/5, アルパイン（英語版） - エイグレット・トレーナーの発展型。
- モデルK, AOP.6（英語版） - イギリス軍向け観測機型。AOP.3/5の後継機種。
- モデル6A, タグマスター（英語版） - モデルKのグライダー曳航用モデル。
- モデル6B, テリア（英語版） - モデルKの民間向けモデルで、ビーグル・エアクラフトに統合されてからはビーグル A.61 テリアとして販売された。
- モデルL - モデルG (オースターIV)をベースに低翼配置に変更したモデル。計画のみ。
- モデルM - 観測機型、試作のみ。[4]
- モデルN - 観測機型、試作のみ。
- モデルP, エイビス（英語版） - J/1をベースにした4人乗りバージョン、2機のみ。
- モデルQ, オースターT.7（英語版） - AOP.6の練習機型。
- モデルS（英語版） - AOP.6の尾部を大型化したモデル、試作のみ。
- モデルB1 - 中翼配置の観測機型、計画のみ。
- モデルB3 - 無線操縦の標的機型。
- モデルB4（英語版） - 高翼配置の救急搬送型。
- モデルB5, AOP.9（英語版） - イギリス軍向け観測機型。AOP.6の後継機種。
- モデルB6 - パラソル翼配置でバブルキャノピーを持つ農業機モデル、計画のみ。
- モデルB8, アグリコーラ（英語版） - 低翼配置の農業機モデル。
- モデルB9 - ラムジェットエンジン搭載のヘリコプター、計画のみ。
- モデルC4, アンタークティク（英語版） - モデルQ, オースターT.7をベースにした南極向けモデル。
- モデルC6, アトランティック（英語版） - 4人乗りの高翼ツーリング機、1機のみ。
- モデルD4（英語版） - モデルJ/2, アローの発展型。
- モデルD5, ハスキー（英語版） - モデルJ/1N, アルファをベースに開発された発展型。ビーグル・エアクラフトに統合されてからはビーグル A.113 ハスキーとして販売された。
- モデルD6（英語版） - モデルJ/5, オートカーをベースに開発された発展型。
- モデルD8, エアデール（英語版） - 4人乗りモデルで、ビーグル・エアクラフトに統合されてからはビーグル A.109 エアデールとして販売された。
- モデルE8, AOP.11（英語版） - AOP.9のエンジン換装型。